# 瑞士足球協會
瑞士足球協會（德語：Schweizerischer Fußballverband, SFV），是瑞士足球运动的管理机构，負責管轄瑞士各級別足球聯賽、及各級別男女子的國家足球隊，足協總部設於伯尔尼。
瑞士足球協會建立於1895年，是英國以外最歷史悠久的足球協會之一，亦是國際足協於1904年成立時的創會會員。

## 外部連結
- 官方網站 （页面存档备份，存于）